# Митрохов, Василий Кузьмич
Васи́лий Кузьми́ч Митро́хов (1925—2001) — командир отделения пулемётной роты 113-го гвардейского стрелкового полка (38-я гвардейская стрелковая дивизия, 70-я армия, 1-й Белорусский фронт), гвардии старший сержант, Герой Советского Союза.

## Биография
Родился 6 января 1925 года в деревне Манино (ныне — Людиновского района Калужской области) в семье крестьянина. Русский.
Окончил 7 классов, учился в Людиновском машиностроительном техникуме.
Первый боевой опыт 16-летний калужанин получил в 1941 году, вступив в ряды людиновских партизан пулемётчиком. Полученный им диверсионный опыт оказал в будущем неоценимую услугу, приведя его к высшей награде.
После освобождения Калужской области, в ноябре 1943 года, Митрохов вступил в ряды Красной Армии, где служил пулемётчиком в 113-м гвардейском стрелковом полку 38-й гвардейской стрелковой дивизии. Член ВКП(б) с 1944 года.
Участник операции «Багратион». В июле 1944 года Митрохов принял участие в наступательной операции по освобождению Бреста. В течение двух суток он, заняв выгодную позицию, отбивал атаки немцев, которые пытались вернуть себе освобождённую немногим ранее станцию Попель на магистрали Брест—Варшава. Продолжая наступление на Брест, 27 июля, в бою за населённый пункт Вулька-Добринска Митрохов пробрался к вражескому пулемёту, который поливал огнём наши позиции, убил гитлеровского бойца, развернул трофейное оружие и открыл огонь по врагу, уничтожив 50 солдат и офицеров противника.
На следующий день, 28 июля 1944 года, в бою Митрохов был ранен. После излечения участвовал в Восточно-Прусской, Восточно-Померанской и Берлинской операциях, взятии городов Модлин, Торн, Гдыня (Польша), Варен (Германия). Войну закончил на Эльбе.
После войны продолжил службу в Советской Армии. В 1947 году окончил Орловское танковое училище имени М. В. Фрунзе в Ульяновске  и в 1955 году — курсы усовершенствования командного состава.
С 1975 года полковник Митрохов — в запасе. Жил в городе Симферополь. Работал в ремонтно-строительном управлении.
Умер 16 мая 2001 года. Похоронен в Симферополе на кладбище «Абдал».

## Память
- В городе Людиново на здании машиностроительного техникума и в Симферополе на доме, в котором жил Митрохов, установлены мемориальные доски.
- Имя Героя носила пионерская дружина школы в деревне Манино.

## Награды
- Указом Президиума Верховного Совета СССР от 24 марта 1945 года за мужество, отвагу и героизм, проявленные в борьбе с немецко-фашистскими захватчиками, гвардии старший сержанту Митрохову Василию Кузьмичу присвоено звание Героя Советского Союза с вручением ордена Ленина и медали «Золотая Звезда» (№ 6332).
- Награждён орденами Отечественной войны 1-й и 2-й степени, Красной Звезды и медалями, среди которых медаль «Партизану Отечественной войны» 2-й степени.